# Brandaris
Brandaris (240 m n.m.) je kopec na ostrově Bonaire v jižním Karibiku při pobřeží Venezuely. Jedná se o nejvyšší bod ostrova i stejnojmenného nizozemského zvláštního správního obvodu. Kopec se nachází v severozápadní části ostrova na území Národního parku Washington-Slagbaai asi 7 km severozápadně od města Rincon.